# Arab (Alabama)
Arab ist eine City in den Marshall und Cullman Counties im US-amerikanischen Bundesstaat Alabama.
Das U.S. Census Bureau hat bei der Volkszählung 2020 eine Einwohnerzahl von 8.461 ermittelt.

## Geographie
Arab liegt im Nordosten Alabamas im Süden der Vereinigten Staaten, auf dem Brindlee Mountain, etwa 7 Kilometer westlich des 28.000 ha großen Guntersville Lake sowie nahe dem Wheeler Lake und des 733 Quadratkilometer großen William B. Bankhead National Forest. Die Koordinaten Arabs lauten 34° 20′ N, 86° 30′ W (34.327863, −86.498613). Nahegelegene Orte sind unter anderem Union Grove (4 km nordöstlich), Baileyton (5 km südwestlich), Fairview (11 km südwestlich) und Eva (12 km westlich). Die nächste größere Stadt ist mit 170.000 Einwohnern das etwa 20 Kilometer nördlich entfernt gelegene Huntsville.
Die Fläche der City liegt zum größten Teil im Süden des Marshall Countys, doch ein kleiner Teil erstreckt sich ins benachbarte Cullman County. Vom Norden in den Süden wird Arab vom U.S. Highway 231 durchzogen, der auf 1468 Kilometern von Indiana nach Florida verläuft. Sie wird gekreuzt von der Ost-West-Verbindung Alabama State Route 69, die durch den Central Business District Arabs verläuft.
Nach den Angaben des United States Census Bureaus hat Arab eine Gesamtfläche von 34,86 km2, wovon 34,51 km2 auf Land und 0,35 km2 auf Gewässer entfallen. Die Höhe Arabs im Geographic Names Information System ist 336 m über dem Meer.

## Geschichte
Arab wurde in den 1840er Jahren von Stephen Tuttle Thompson gegründet und war ursprünglich als Thompson's Village bekannt. Der heutige Name der Stadt geht auf eine unbeabsichtigte Falschschreibung im Jahr 1882
durch den U.S. Postal Service zurück, als dieser den Namen der Stadt nach Arad Thompson, dem Sohn des Stadtgründers, den Antrag auf die Einrichtung eines Postamtes falsch eingetragen hat. Arad war einer von drei Namen, die dem Postal Service vorgeschlagen wurde, neben Ink und Bird. Arab gilt als ungewöhnlicher Ortsname.
Arab wurde 1892 inkorporiert.
Noch bis ins Jahr 1990 war Arab eine Sundown town, in der Schilder Schwarze davor warnten, sich nach Einbruch der Dunkelheit in Arab aufzuhalten, und historisch waren sie auch am Tage aus der Stadt verbannt. Auch in den letzten Jahren wurde immer wieder Propagandamaterial des Ku-Klux-Klan beschlagnahmt. Die Bevölkerung des Bundesstaates Alabama besteht zu 26 % aus Schwarzen, doch in Arab erklärten sich nur 0,18 % der Bevölkerung als schwarz.

## Demographie
Bei der Volkszählung aus dem Jahr 2000 hatte Arab 7174 Einwohner, die sich auf 3012 Haushalte und 2075 Familien verteilten. Die Bevölkerungsdichte betrug somit 216,9 Einwohner/km². 98,29 % der Bevölkerung waren weiß, 0,18 % afroamerikanisch. In 31,2 % der Haushalte lebten Kinder unter 18 Jahren. Das Durchschnittseinkommen betrug 36716 US-Dollar pro Haushalt, wobei 10 % der Bevölkerung unterhalb der Armutsgrenze lebten.